# Goniagnathus detectus
Goniagnathus detectus är en insektsart som beskrevs av Bergevin 1914. Goniagnathus detectus ingår i släktet Goniagnathus och familjen dvärgstritar. Inga underarter finns listade i Catalogue of Life.